# Epeolus arciferus
Epeolus arciferus är en biart som beskrevs av Cockerell 1924. Epeolus arciferus ingår i släktet filtbin, och familjen långtungebin. Inga underarter finns listade i Catalogue of Life.